# Tony Award de la meilleure actrice dans une comédie musicale

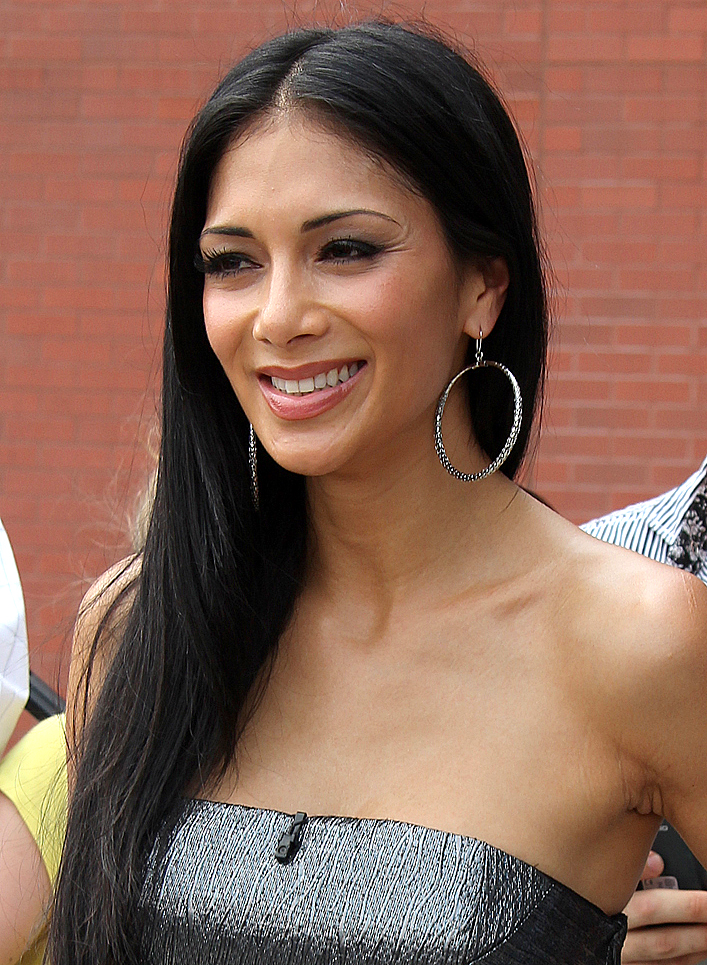
Nicole Scherzinger 78e lauréate du prix meilleure actrice de comédie musicale.

## Années 1940
- 1948 : Grace Hartman – dans Angel in the Wings (différents rôles)
- 1949 : Nanette Fabray – dans Love Life (Susan Cooper)

## Années 1950
- 1950 : Mary Martin – dans South Pacific  (Ensign Nellie Forbush)
- 1951 : Ethel Merman – dansCall Me Madam  (Mrs. Sally Adams)
- 1952 : Gertrude Lawrence – dans The King and I (Anna Leonowens)
- 1953 : Rosalind Russell – dans Wonderful Town  (uth Sherwood)
- 1954 : Dolores Gray – dans Carnival in Flanders  (Cornelia)
- 1955 : Mary Martin – dans Peter Pan   (Peter Pan)

| - 1956 : Gwen Verdon – dans Damn Yankees (Lola)) - Carol Channing – The Vamp - Nancy Walker – Phoenix '55 - 1957 : Judy Holliday – dans Bells Are Ringing (Ella Peterson) - Julie Andrews – My Fair Lady - Ethel Merman – Happy Hunting | - 1958 : Thelma Ritter – dans New Girl in Town (Marthy) - Gwen Verdon – New Girl in Town dans Anna - Lena Horne – Jamaica - Beatrice Lillie – Ziegfeld Follies - 1959: Gwen Verdon – dans Redhead (Essie Whimple)) - Miyoshi Umeki – Flower Drum Song |

## Années 1960
| - 1960: Mary Martin – La Mélodie du bonheur (Maria Rainer) - Carol Burnett – Once Upon a Mattress - Dolores Gray – Destry Rides Again (en) - Eileen Herlie – Take Me Along - Ethel Merman – Gypsy - 1961: Elizabeth Seal – Irma la douce (Irma-La-Douce) - Julie Andrews – Camelot - Carol Channing – Show Girl - Nancy Walker – Do Re Mi - 1962: Anna Maria Alberghetti – Carnival ! (Lili) et Diahann Carroll – No Strings (Barbara Woodruff) - Molly Picon – Milk and Honey - Elaine Stritch – Sail Away - 1963: Vivien Leigh – Tovarich (Tatiana) - Georgia Brown – Oliver! - Nanette Fabray – Mr. President - Sally Ann Howes – Brigadoon - 1964: Carol Channing – Hello, Dolly ! (Mrs. Dolly Gallagher Levi) - Beatrice Lillie – High Spirits - Barbra Streisand – Funny Girl - Inga Swenson – 110 in the Shade | - 1965: Liza Minnelli – Flora the Red Menace (Flora) - Elizabeth Allen – Do I Hear a Waltz? - Nancy Dussault – Bajour - Inga Swenson – Baker Street - 1966: Angela Lansbury – Mame (Mame Dennis) - Barbara Harris – On a Clear Day You Can See Forever - Julie Harris – Skyscraper - Gwen Verdon – Sweet Charity - 1967: Barbara Harris – The Apple Tree (Eve, Princess Barbára, et Ella and Passionella) - Lotte Lenya – Cabaret (Fraulein Schneider - Mary Martin – I Do! I Do! - Louise Troy – Walking Happy - 1968: Patricia Routledge – Darling of the Day (Alice Challice) et Leslie Uggams – Hallelujah, Baby ! (Georgina) - Melina Mercouri – Illya Darling - Brenda Vaccaro – How Now, Dow Jones - 1969: Angela Lansbury – Dear World (Countess Aurelia, the Madwoman of Chaillot) - Maria Karnilova – Zorba - Dorothy Loudon – The Fig Leaves Are Falling - Jill O'Hara – Promises, Promises |

## Années 1970
| - 1970: Lauren Bacall – Applause (Margo Channing) - Katharine Hepburn – Coco - Dilys Watling – Georgy - 1971: Helen Gallagher – No, No, Nanette (Lucille Early) - Susan Browning – Company - Sandy Duncan – The Boy Friend - Elaine Stritch – Company - 1972: Alexis Smith – Follies (Phyllis Rogers Stone) - Jonelle Allen – Two Gentlemen of Verona - Dorothy Collins – Follies - Mildred Natwick – 70, Girls, 70 - 1973: Glynis Johns – A Little Night Music (Desiree Armfeldt) - Leland Palmer – Pippin - Debbie Reynolds – Irene - Marcia Rodd – Shelter - 1974: Virginia Capers – Raisin (Lena Younger) - Carol Channing – Lorelei - Michele Lee – Seesaw | - 1975: Angela Lansbury – Gypsy (Rose) - Lola Falana – Doctor Jazz - Bernadette Peters – Mack & Mabel - Ann Reinking – Goodtime Charley - 1976: Donna McKechnie – A Chorus Line (Cassie) - Vivian Reed – Bubbling Brown Sugar - Chita Rivera – Chicago - Gwen Verdon – Chicago - 1977: Dorothy Loudon – Annie (Miss Hannigan) - Clamma Dale – Porgy and Bess - Ernestine Jackson – Guys and Dolls - Andrea McArdle – Annie - 1978: Liza Minnelli – The Act (Michelle Craig) - Madeline Kahn – On the Twentieth Century - Eartha Kitt – Timbuktu! - Frances Sternhagen – Angel - 1979: Angela Lansbury – Sweeney Todd: The Demon Barber of Fleet Street (Mrs. Lovett) - Tovah Feldshuh – Sarava - Dorothy Loudon – Ballroom - Alexis Smith – Platinum |

## Années 1980
| - 1980: Patti LuPone – Evita (Eva Peron) - Christine Andreas – Oklahoma! (Laurey) - Sandy Duncan – Peter Pan (Peter Pan) - Ann Miller – Sugar Babies (Ann) - 1981: Lauren Bacall – Woman of the Year (Tess Harding) - Meg Bussert – Brigadoon (Fiona MacLaren) - Chita Rivera – Bring Back Birdie (Rose) - Linda Ronstadt – The Pirates of Penzance (Mabel) - 1982: Jennifer Holliday – Dreamgirls (comédie musicale) (Effie Melody White) - Lisa Mordente – Marlowe (Emilia Bossano) - Mary Gordon Murray – Little Me (Belle Poitrine) - Sheryl Lee Ralph – Dreamgirls (Deena Jones) - 1983: Natalia Makarova – On Your Toes (Vera Barnova) - Lonette McKee – Show Boat (Julie) - Chita Rivera – Merlin (The Queen) - Twiggy – My One and Only (Edith Herbert) - 1984: Chita Rivera – The Rink (Anna) - Rhetta Hughes – Amen Corner (Margaret Alexander) - Liza Minnelli – The Rink (Angel) - Bernadette Peters – Sunday in the Park with George (Dot/Marie) | - 1985: no award - 1986: Bernadette Peters – Song and Dance (Emma) - Debbie Allen – Sweet Charity (Charity Hope Valentine) - Cleo Laine – The Mystery of Edwin Drood (The Princess Puffer/Miss Angela Prysock) - Chita Rivera – Jerry's Girls (performer) - 1987: Maryann Plunkett – Me and My Girl (Sally Smith) - Catherine Cox – Oh Coward ! (performer) - Teresa Stratas – Rags (Rebecca Hershkowitz) - 1988: Joanna Gleason – Into the Woods (La femme du boulanger) - Alison Fraser – Romance/Romance (Josefine/Monica) - Judy Kuhn – Chess (Florence) - Patti LuPone – Anything Goes (Reno Sweeney) - 1989: Ruth Brown – Black and Blue (divers personnages) - Charlotte d'Amboise – Jerome Robbins' Broadway (divers personnages) - Linda Hopkins – Black and Blue (Singer) - Sharon McNight – Starmites (Diva) |

## Années 1990
| - 1990: Tyne Daly – Gypsy (Rose) - Georgia Brown – The Threepenny Opera (Mrs. Peachum - Beth Fowler – Sweeney Todd: The Demon Barber of Fleet Street (Mrs. Lovett) - Liliane Montevecchi – Grand Hotel (Elizaveta Grushinskaya) - 1991: Lea Salonga – Miss Saigon (Kim) - June Angela – Shogun: The musical (Lady Mariko) - Dee Hoty – The Will Rogers Follies (Betty Blake) - Cathy Rigby – Peter Pan (Peter Pan) - 1992: Faith Prince – Guys and Dolls (Miss Adelaide) - Jodi Benson – Crazy for You (Polly) - Josie de Guzman – Guys and Dolls (Sarah Brown) - Sophie Hayden – The Most Happy Fella (Rosabella) - 1993: Chita Rivera – Kiss of the Spider Woman (Spider Woman / Aurora) - Ann Crumb – Anna Karénine (Anna Karenina) - Stephanie Lawrence – Blood Brothers (Mrs. Johnstone) - Bernadette Peters – The Goodbye Girl (Paula McFadden) - 1994: Donna Murphy – Passion (Fosca) - Susan Egan – Beauty and the Beast (Belle) - Dee Hoty – The Best Little Whorehouse Goes Public (Mona) - Judy Kuhn – She Loves Me (Amalia Balash) | - 1995: Glenn Close – Sunset Boulevard (Norma Desmond) - Rebecca Luker – Show Boat (Magnolia) - 1996: Donna Murphy – The King and I (Anna Leonowens) - Julie Andrews – Victor/Victoria (declined) (Victor/Victoria) - Crista Moore – Big: The musical (Susan) - Daphne Rubin-Vega – Rent (Mimi Márquez) - 1997: Bebe Neuwirth – Chicago (Velma Kelly) - Pamela Isaacs – The Life (Queen) - Tonya Pinkins – Play On! (Lady Liv) - Karen Ziemba – Steel Pier (Rita Racine) - 1998: Natasha Richardson – Cabaret (Sally Bowles) - Betty Buckley – Triumph of Love (Hesione) - Marin Mazzie – Ragtime (Mother) - Alice Ripley et Emily Skinner – Side Show (Violet and Daisy Hilton) - 1999: Bernadette Peters – Annie Get Your Gun (Annie Oakley) - Carolee Carmello – Parade (Lucille Frank) - Dee Hoty – Footloose (Vi Moore) - Siân Phillips – Marlene (Marlene Dietrich) |

## Années 2000
| - 2000: Heather Headley – Aïda (Aida) - Toni Collette – The Wild Party (Queenie) - Rebecca Luker – The Music Man (Marian Paroo) - Marin Mazzie – Kiss Me, Kate (Lilli/Katharine) - Audra McDonald – Marie Christine (Marie Christine) - 2001: Christine Ebersole – 42nd Street (Dorothy Brock) - Blythe Danner – Follies (Phyllis) - Randy Graff – A Class Act (Sophie) - Faith Prince – Bells Are Ringing (Ella Peterson) - Marla Schaffel – Jane Eyre (Jane Eyre) - 2002: Sutton Foster – Thoroughly Modern Millie (Millie Dillmount) - Louise Pitre – Mamma Mia ! (Donna Sheridan) - Vanessa Williams – Into the Woods (La sorcière) - Nancy Opel – Urinetown (Penelope Pennywise) - Jennifer Laura Thompson (en) – Urinetown ( Hope Cladwell) - 2003: Marissa Jaret Winokur – Hairspray (Tracy Turnblad) - Melissa Errico – Amour (Isabelle) - Mary Elizabeth Mastrantonio – Man of La Mancha (Aldonza/Dulcinea) - Elizabeth Parkinson – Movin' Out (Brenda ) - Bernadette Peters – Gypsy (Rose) - 2004: Idina Menzel – Wicked (Elphaba) - Kristin Chenoweth – Wicked (Glinda) - Stephanie D'Abruzzo – Avenue Q (Kate Monster/Lucy the Slut) - Donna Murphy – Wonderful Town (Ruth Sherwood) - Tonya Pinkins – Caroline, or Change (Caroline Thibodeaux) | - 2005: Victoria Clark – The Light in the Piazza (Margaret Johnson) - Christina Applegate – Sweet Charity (Charity Hope Valentine) - Erin Dilly – Chitty Chitty Bang Bang (Truly Scrumptious ) - Sutton Foster – Little Women (Jo March) - Sherie Rene Scott – Dirty Rotten Scoundrels (Christine Colgate) - 2006: LaChanze – The Color Purple (Celie) - Sutton Foster – The Drowsy Chaperone (Janet Van De Graaff) - Patti LuPone – Sweeney Todd (Mrs. Lovett) - Kelli O'Hara – The Pajama Game (Babe Williams) - Chita Rivera – Chita Rivera: The Dancer's Life (elle-même) - 2007: Christine Ebersole – Grey Gardens (Edith Bouvier Beale) - Laura Bell Bundy – Legally Blonde (Elle Woods) - Audra McDonald – 110 in the Shade (Lizzie Curry) - Debra Monk – Curtains (Carmen Bernstein) - Donna Murphy – LoveMusik (Lotte Lenya) - 2008: Patti LuPone – Gypsy (Rose) - Kerry Butler – Xanadu (Clio) - Kelli O'Hara – South Pacific (Nellie Forbush) - Faith Prince – A Catered Affair (Aggie Hurley) - Jenna Russell (en) – Sunday in the Park with George (Dot) - 2009: Alice Ripley – Next to Normal (Diana Goodman) - Stockard Channing – Pal Joey (Vera Simpson) - Sutton Foster – Shrek the Musical (Princess Fiona) - Allison Janney – 9 to 5 (Violet Newstead) - Josefina Scaglione – West Side Story (Maria) |

## Années 2010
| - 2010 : Catherine Zeta-Jones – A Little Night Music (Desiree Armfeldt) - Kate Baldwin – Finian's Rainbow (Sharon) - Montego Glover – Memphis (Felicia) - Christiane Noll – Ragtime (Mother) - Sherie Rene Scott – Everyday Rapture (Sherie) - 2011 : Sutton Foster – Anything Goes (Reno Sweeney) - Beth Leavel – Baby It's You ! (Florence Greenberg) - Patina Miller – Sister Act (Deloris Van Cartier) - Donna Murphy – The People in the Picture (Raisel / Bubbie) - 2012 : Audra McDonald – Porgy and Bess (Bess) - Laura Osnes – Bonnie and Clyde (Bonnie Parker) - Jan Maxwell – Follies (Phyllis Rogers Stone) - Cristin Milioti – Once (Girl) - Kelli O'Hara - Nice Work If You Can Get It (Billie Bendix) - 2013 : Patina Miller – Pippin (chanteur principal) - Stephanie J. Block – The Mystery of Edwin Drood (Edwin Drood / Miss Alice Nutting) - Carolee Carmello – Scandalous (Aimee Semple McPherson) - Valisia LeKae – Motown: The Musical (Diana Ross) - Laura Osnes – Cinderella (Ella) - 2014 : Jessie Mueller – Beautiful: The Carole King Musical (Carole King) - Mary Bridget Davies – A Night with Janis Joplin (Janis Joplin) - Sutton Foster – Violet (Violet Karl) - Idina Menzel – If/Then (Elizabeth Vaughan) - Kelli O'Hara – The Bridges of Madison County (Francesca Johnson) | - 2015 : Kelli O'Hara – Le Roi et moi (Anna Leonowen) - Kristin Chenoweth – On the Twentieth Century (Lily Garland / Mildred Plotka) - Leanne Cope – An American in Paris (Lise Bouvier) - Beth Malone – Fun Home (Alison Bechdel) - Chita Rivera – The Visit (Claire Zachanassian) - 2016 : Cynthia Erivo – The Color Purple dans le rôle de Celie Harris Johnson - Laura Benanti – She Loves Me dans le rôle d'Amalia Balash - Carmen Cusack – Bright Star dans le rôle d'Alice Murphy - Jessie Mueller – Waitress dans le rôle de Jenna Hunterson - Phillipa Soo – Hamilton dans le rôle d'Elizabeth Schuyler Hamilton - 2017 : Bette Midler – Hello, Dolly! dans le rôle de Dolly Gallagher Levi - Denée Benton – Natasha, Pierre & The Great Comet of 1812 dans le rôle de Natasha Rostova - Christine Ebersole – War Paint dans le rôle d'Elizabeth Arden - Patti LuPone – War Paint dans le rôle d'Helena Rubinstein - Eva Noblezada – Miss Saigon dans le rôle de Kim - 2018 : Katrina Lenk – The Band's Visit dans le rôle de Dina - Lauren Ambrose – My Fair Lady dans le rôle d'Eliza Doolittle - Hailey Kilgore – Once on This Island dans le rôle de Ti Moune - LaChanze – Summer: The Donna Summer Musical dans le rôle de Diva Donna / Mary Gaines - Taylor Louderman – Mean Girls dans le rôle de Regina George - Jessie Mueller – Carousel dans le rôle de Julie Jordan - 2019 : Stephanie J. Block – The Cher Show dans le rôle de Cher - Caitlin Kinnunen – The Prom dans le rôle de Emma Nolan - Beth Leavel – The Prom dans le rôle de Dee Dee Allen - Eva Noblezada – Hadestown dans le rôle de Eurydice - Kelli O'Hara – Kiss Me, Kate dans le rôle de Lilli Vanessi / Katharine |

## Années 2020
| - 2020 : Adrienne Warren – Tina (en) (Tina Turner) - Karen Olivo – Moulin Rouge! (Satine) - Elizabeth Stanley – Jagged Little Pill (Mary Jane Healy) - 2022 : Joaquina Kalukango – Paradise Square (en) (Nelly O'Brien) - Sharon D. Clarke – Caroline, or Change (Caroline Thibodeaux) - Carmen Cusack (en) – Flying Over Sunset (en) (Clare Boothe Luce) - Sutton Foster – The Music Man (Marian Paroo) - Mare Winningham – Girl from the North Country (Elizabeth Laine) - 2023 : Victoria Clark – Kimberly Akimbo dans le rôle de Kimberly Levaco - Annaleigh Ashford – Sweeney Todd: The Demon Barber of Fleet Street dans le rôle de Mrs. Nellie Lovett - Sara Bareilles – Into the Woods dans le rôle de la femme du boulanger - Lorna Courtney – & Juliet dans le rôle de Juliette Capulet - Micaela Diamond – Parade dans le rôle de Lucille Frank | - 2024 : Maleah Joi Moon – Hell's Kitchen dans le rôle d'Ali - Eden Espinosa – Lempicka dans le rôle de Tamara de Lempicka - Kelli O'Hara – Days of Wine and Roses dans le rôle de Kirsten Arnesen-Clay - Maryann Plunkett – The Notebook dans le rôle d'Allison "Allie" Calhoun (adulte) - Gayle Rankin – Cabaret at the Kit Kat Club dans le rôle de Sally Bowles - 2025 : Nicole Scherzinger - Sunset Boulevard dans le rôle de Norma Desmond - Megan Hilty - Death Becomes Her dans le rôle de Madeline Ashton - Audra McDonald - Gypsy dans le rôle de Rose - Jasmine Amy Rogers - Boop! The Musical dans le rôle de Betty Boop - Jennifer Simard - Death Becomes Her dans le rôle de Helen Sharp |